# Aspidosperma cuspa
Aspidosperma cuspa là một loài thực vật có hoa trong họ La bố ma. Loài này được (Kunth) S.F.Blake ex Pittier mô tả khoa học đầu tiên năm 1926.